# Historia del Partido Socialista Obrero Español
La historia del Partido Socialista Obrero Español comienza con la fundación del partido en el bar-restaurante Casa Labra de Madrid el 2 de mayo de 1879 por un grupo de trabajadores e intelectuales, encabezados por el tipógrafo Pablo Iglesias Posse. Durante sus cerca de ciento cincuenta años de existencia ha sido (y es) uno de los principales protagonistas de la vida política española. En la actualidad su secretario general Pedro Sánchez es el presidente del Gobierno de España. 

## Primeros años

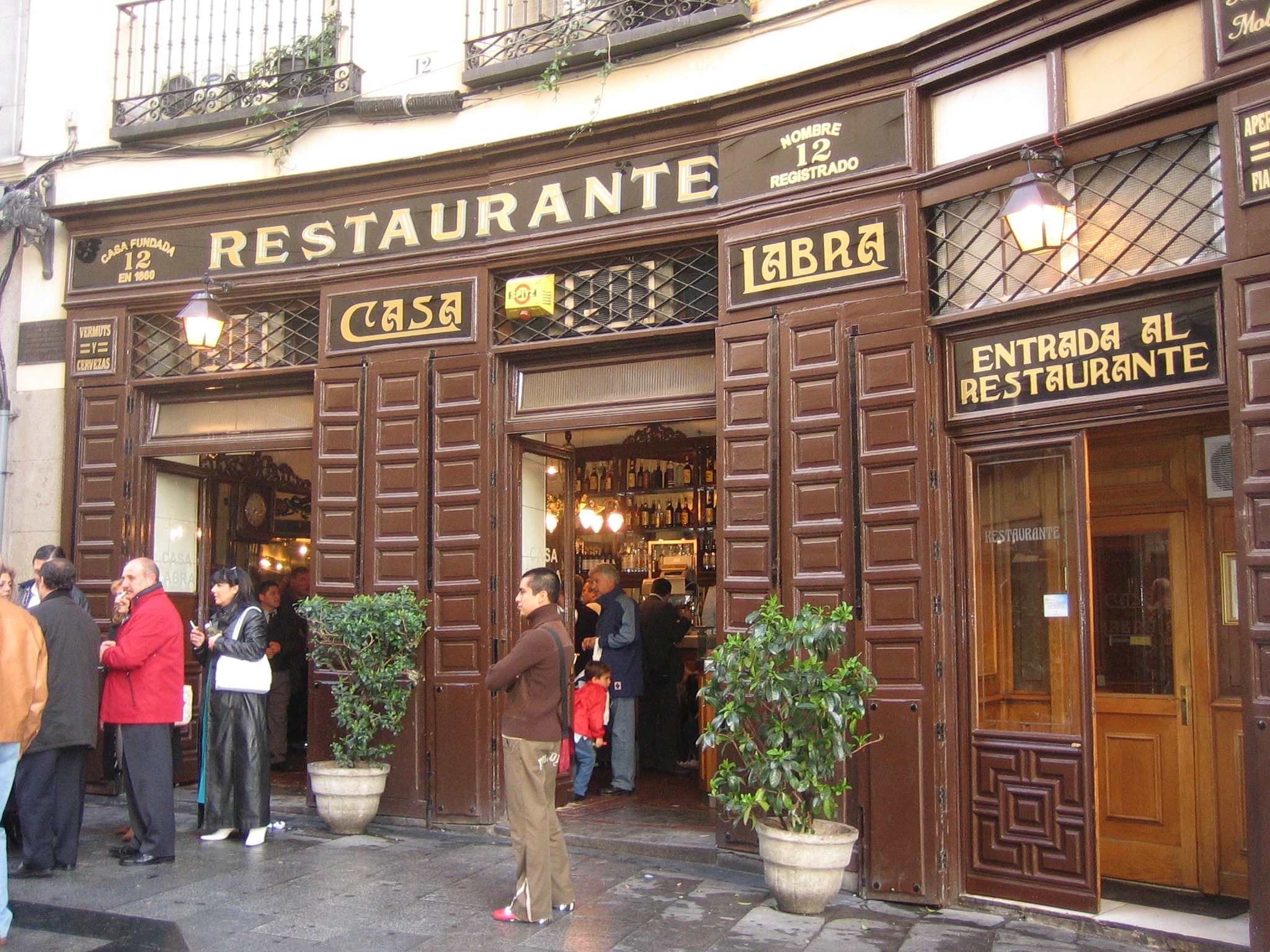
Bar Casa Labra, lugar de fundación del PSOE.

El Partido Socialista Obrero Español se fundó clandestinamente en la madrileña taberna Casa Labra de Madrid, el 2 de mayo de 1879, en torno a  25 personas: 16 tipógrafos, cuatro médicos, un doctor en ciencias, dos joyeros, un marmolista y un zapatero. Encabezados por Pablo Iglesias, con lo que es el partido político más antiguo de España con funcionamiento ininterrumpido hasta la actualidad.
El primer programa del nuevo partido político fue aprobado en una asamblea de 40 personas, el 20 de julio de ese mismo año. Como partido obrero y de clase, el PSOE se adhirió a la II Internacional, que agrupaba a los partidos socialistas marxistas hasta su colapso ante la Primera Guerra Mundial.

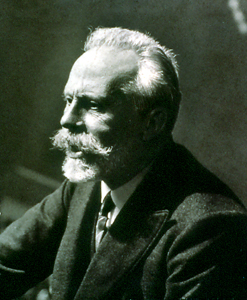
Pablo Iglesias, líder y fundador de UGT y del PSOE.

El PSOE fue el segundo partido socialista y obrero que se fundó en el mundo (sólo el Partido Socialdemócrata de Alemania, SPD, se había fundado con anterioridad), celebrando su primer congreso en Barcelona en 1888. En dicho congreso se planteó una estrategia de lucha de clases. Durante el mismo Pablo Iglesias afirmó que «la actitud del Partido Socialista Obrero con los partidos burgueses, llámense como se llamen, no puede ni debe ser conciliadora ni benévola, sino de guerra constante y ruda». Pocos días antes se había celebrado el Congreso Obrero de Barcelona de 1888 que dio nacimiento al sindicato hermano Unión General de Trabajadores (UGT). 
En el Segundo Congreso del partido, celebrado en Bilbao en 1890, se decide la participación en las elecciones, aunque no se logró representación parlamentaria hasta el 8 de mayo de 1910, cuando la Conjunción Republicano-Socialista permitió a Pablo Iglesias obtener 40 899 sufragios y el escaño de diputado a Cortes. Fue reelegido en 1914, en vísperas del asesinato de Jean Jaurés, con 21 956 sufragios, esta vez presentándose por Oviedo. El 9 de abril de 1916 repitió escaño con 18 054 sufragios. No sería hasta el 24 de febrero de 1918 tras la huelga general de 1917 que Iglesias, que obtuvo 27 694 votos, en que estuvo acompañado por primera vez por otros socialistas: Julián Besteiro, Andrés Saborit, Francisco Largo Caballero, Daniel Anguiano e Indalecio Prieto, miembros encarcelados del comité de huelga. 

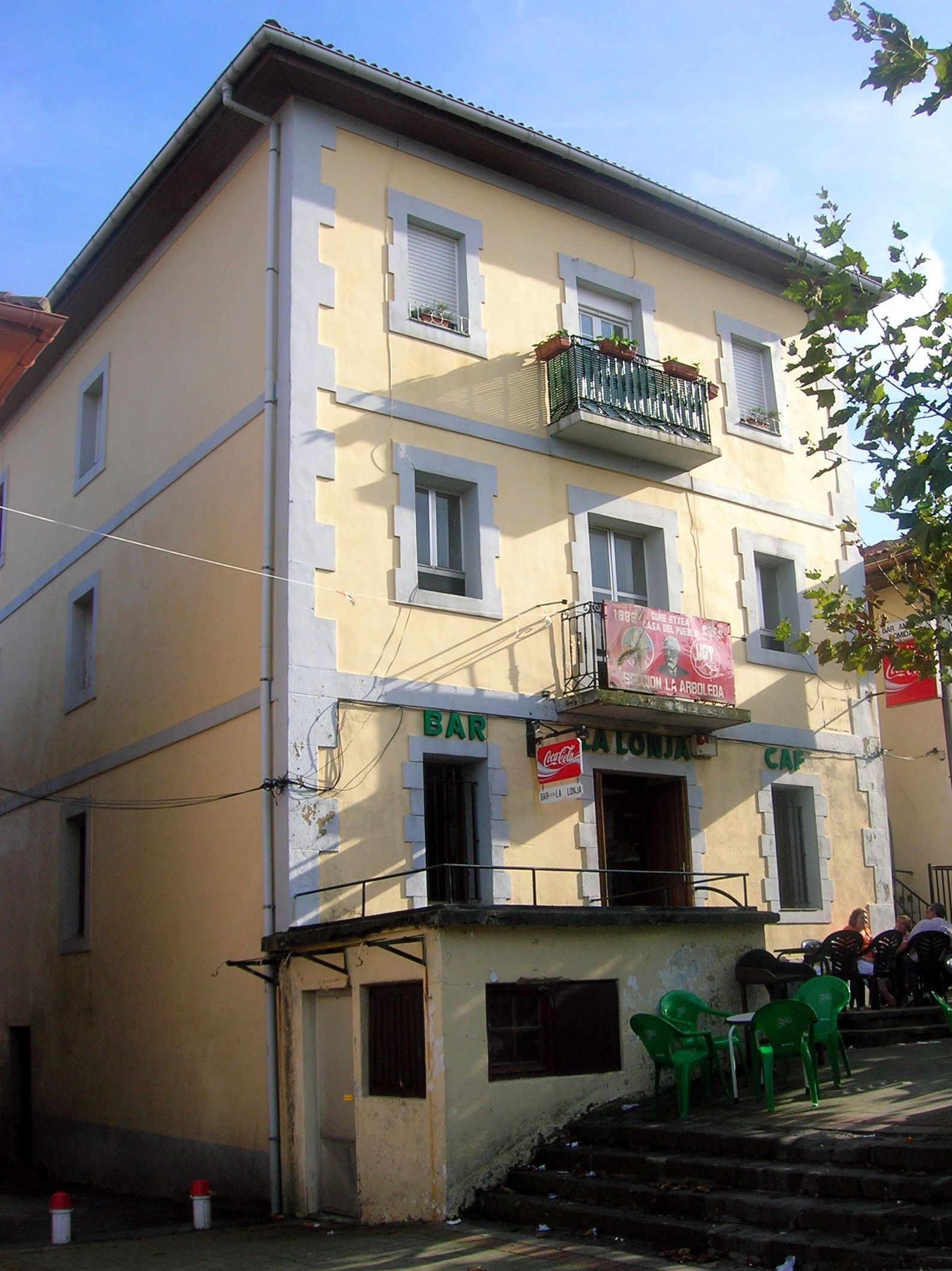
Casa del Pueblo de La Arboleda (Vizcaya), fundada en 1888.

En enero de 1904, después de las elecciones municipales de 1903, fue elegido el primer alcalde socialista de la historia de España, José Herrero, en la población agrícola de Urones de Castroponce (Valladolid).

## Crisis de las Internacionales: escisión comunista (1919-1921)
Como todos los partidos socialistas marxistas europeos, el PSOE se vio sacudido por la llamada crisis de las Internacionales, que separó a comunistas y socialistas en partidos diferentes y enfrentados entre sí. En 1919, el Congreso del PSOE estudió la posibilidad de abandonar la II Internacional (socialista) e integrarse en nueva Internacional Comunista, o III Internacional, abanderada por el Partido Comunista de la Unión Soviética.
La reacción inicial de los socialistas españoles ante la Revolución de octubre de 1917 en Rusia fue de mayor cautela que el entusiasmo que manifestaron, por ejemplo, los anarquistas de la CNT, aunque  en las manifestaciones públicas no dejaron de elogiar la revolución y muchos mítines acababan con vivas a ella. En agosto de 1918 apareció la revista Nuestra Palabra impulsada por Mariano García Cortés y por Ramón Lamoneda, en torno de la cual se agruparon los socialistas partidarios de la revolución bolchevique frente a la línea oficial del partido más escéptica, encabezada por Pablo Iglesias, Francisco Largo Caballero y Julián Besteiro. En el XI Congreso del PSOE celebrado en noviembre de 1918 -como en el XIII Congreso de UGT del mes anterior- no se pasó de la aprobación de una declaración de apoyo al "régimen de los soviets". Meses después, en febrero de 1919, se celebraba en Berna la Conferencia de la Segunda Internacional, a la que asistió una delegación del PSOE encabezada por Julián Besteiro, en la que, después de elogiar la "Revolución de Octubre", se aprobó reconstruir -y reformar a fondo- la vieja internacional que los bolcheviques habían abandonado, ratificando así su apuesta por la vía reformista -revisionista, la llamarán los marxistas más ortodoxos y los bolcheviques- que respetaba las reglas de la democracia liberal, frente a la vía revolucionaria apoyada en la dictadura del proletariado. La respuesta de Lenin fue convocar en Moscú para el mes siguiente una reunión de los dirigentes socialistas contrarios a la resolución de la Conferencia de Berna, de la que nacería la Tercera Internacional o Internacional Comunista.
La primera iniciativa para que el PSOE se adhiriera a la Tercera Internacional la presentó en septiembre de 1919 la Agrupación Socialista Madrileña, a pesar de estar presidida por el "reformista" Francisco Largo Caballero, lo que obligó, dado el peso que tenía esta agrupación, a celebrar un Congreso Extraordinario entre los días 10 y 15 de diciembre de 1919. La resolución "salomónica" que salió del Congreso intentó no romper el partido, pues por un lado se aprobó la permanencia en la Segunda Internacional y por otro que el partido trabajara a favor de la unificación de las dos Internacionales. Sin embargo, las Juventudes Socialistas (JJ SS), que celebraron su V Congreso a continuación donde prevalecieron las tesis "terceristas", retaron a sus mayores y aprobaron la adhesión a Internacional Comunista. Un grupo de las JJ SS decidió romper completamente con el PSOE y creó el Partido Comunista Español en abril del año siguiente.

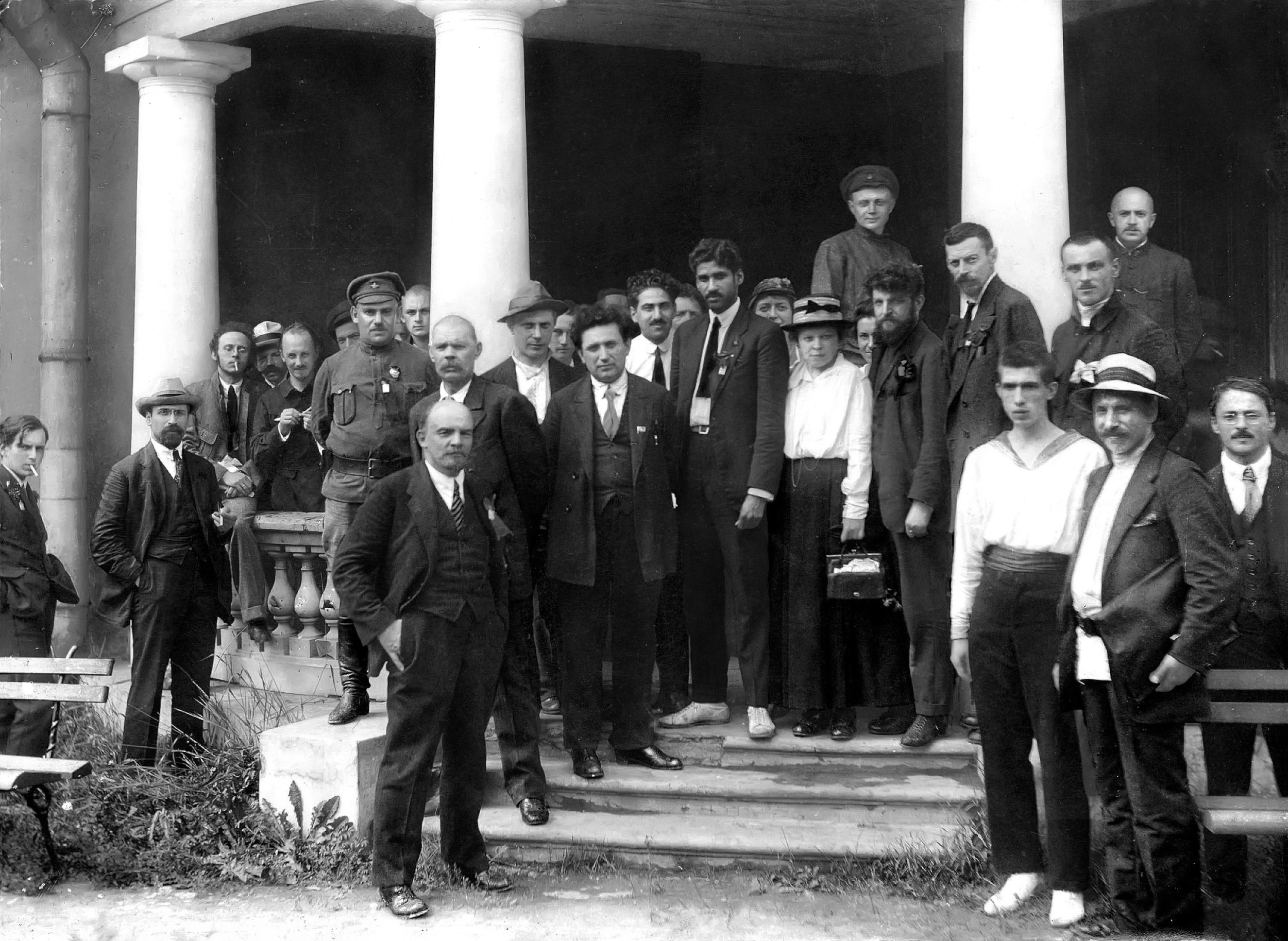
Fotografía de los líderes que participaron en el II Congreso de la Tercera Internacional de 1920, con Lenin delante, en el que se aprobaron las 21 condiciones para el acceso a la misma

En junio de 1920 se celebró un segundo Congreso Extraordinario del PSOE en el que los "terceristas" estaban ya en mayoría por lo que se acordó adherirse, aunque de forma provisional y con condiciones, a la Internacional Comunista -en cambio en el XIV Congreso de UGT que se celebró casi por las mismas fechas se acordó permanecer en la Federación Sindical Internacional por lo que no se adhirió a la Internacional Sindical Roja o Profintern creada en Moscú poco después como la rama sindical de la Tercera Internacional, y salieron de la Comisión Ejecutiva los "terceristas" por lo que se reforzó la posición de su secretario general Largo Caballero, respaldado por Pablo Iglesias y Julián Besteiro, presidente y vicepresidente del sindicato, respectivamente-. Cuando la Tercera Internacional dio a conocer en agosto de 1920 las "21 condiciones" para el ingreso en la misma de los partidos socialistas, se reabrió el debate en el seno del PSOE. Así se encargó a Daniel Anguiano, por los "terceristas", y a Fernando de los Ríos, representando a sus contrarios, que viajaran en octubre de 1920 a Moscú para conocer de primera mano la situación existente en el "país de los soviets".
Tras la vuelta de Anguiano y de De los Ríos de Rusia, se celebró a principios de abril de 1921 un tercer Congreso Extraordinario del PSOE en el que el principal asunto a debate fue la aceptación o no de las "21 condiciones". Según el historiador Julio Aróstegui, "fue, como cabe suponer, una de las más importantes asambleas celebradas por el socialismo español en el siglo XX". Durante las sesiones De los Ríos presentó un informe absolutamente desfavorable sobre lo que había visto en Rusia y recomendó que el PSOE continuara en la Segunda Internacional reconstruida en Viena, y que era llamada en el lenguaje corriente "Internacional dos y media". Por el contrario Anguiano defendió la adhesión a la Tercera Internacional. Largo Caballero, tras autodefinirse como "reformista" -lo que supondría su expulsión del partido porque una de las "21 condiciones" establecía que los partidos adheridos no debían tener en sus filas elementos "reformistas"-, intervino para «señalar los peligros que para el Partido y la organización obrera representaría la aceptación de las famosas 21 condiciones», añadiendo a continuación que «aprobar las 21 condiciones significa colocar al Partido frente a la Unión General», pues esta había decidido permanecer dentro de la Federación Sindical Internacional -o sindical de Ámsterdam-, a la que la Internacional Comunista le había declarado la guerra. Finalmente, tras un último discurso de Julián Besteiro en contra también de la aceptación de las "21 condiciones" que resultó decisivo, el Congreso aprobó la no adhesión a la III Internacional.
El mismo día de la clausura del tercer Congreso Extraordinario, el 13 de abril de 1921, los "terceristas" abandonaron el PSOE y fundaron el Partido Comunista Obrero Español, con Manuel Núñez de Arenas como secretario general. Este partido se fusionó después con el Partido Comunista Español, surgido de la escisión de las Juventudes Socialistas, naciendo así el Partido Comunista de España, único partido español adherido a la Tercera Internacional o Komintern.

## Colaboración con la dictadura de Primo de Rivera y fractura subsecuente (1923-1930)
El PSOE fue el único partido al que se le permitió permanecer en la legalidad durante la dictadura del General Miguel Primo de Rivera pero se produjo una división en el seno del mismo ante la actitud que debía mantenerse frente al régimen militar. Por un lado Largo Caballero y Andrés Saborit eran partidarios de una cierta colaboración para permitir el funcionamiento del sindicato, mientras que Indalecio Prieto y Fernando de los Ríos eran contrarios a esa colaboración. La crisis culminó con la dimisión de la Comisión Ejecutiva de Prieto tras el nombramiento de Largo Caballero como miembro del Consejo de Estado reformado y ampliado por Primo de Rivera para dar cabida a una representación de los trabajadores y de los patronos. 
Los socialistas españoles condenaron el golpe de Estado de Primo de Rivera del 13 de septiembre de 1923 pero no se movilizaron en su contra, lo que hubiera supuesto defender al régimen "oligárquico" y "caciquil" de la Restauración, sino que la dirección recomendó cautela y espera -«¡Serenidad, trabajadores!»": «serenidad y reflexión pedimos a nuestros compañeros»-. El mismo día del golpe, El Socialista publicó una nota conjunta de las Ejecutivas del PSOE y de UGT en la que se decía que el pueblo español y especialmente la clase obrera «no debe prestar aliento a esta sublevación, preparada y dirigida por un grupo de generales», pero añadiendo a continuación que «ningún vínculo de solidaridad, ni siquiera de simpatía política, nos liga con los gobernantes». A partir de esta toma de posición los socialistas rechazaron las propuestas de la CNT y del PCE en favor de una política más activa en contra de la Dictadura y tanto el PSOE como la UGT no fueron objeto de la persecución y las prohibiciones que puso en marcha inmediatamente Primo de Rivera contra anarcosindicalistas y comunistas. "La CNT hubo de pasar a la clandestinidad entre 1924 y 1929 y la actividad de los grupos comunistas se redujo al mínimo y hubo de ejercerse en muchos casos fuera de España".
Primo de Rivera inició un acercamiento a los socialistas a través de UGT forzando una reunión el 1 de octubre con el líder minero Manuel Llaneza -este declaró a la Comisión Ejecutiva que lo habían llevado desde la estación de tren al despacho de Primo de Rivera sin darle ninguna otra opción-. El único dirigente que le recriminó a Llaneza haberse entrevistado con el dictador fue Indalecio Prieto, lo que constituyó el primer indicio de la división que se produciría en el seno del socialismo sobre la cuestión de la "colaboración" con la Dictadura, ya que la ejecutiva de UGT en cambio aprobó en su reunión del 7 de enero que continuaran los contactos con el Directorio militar. El siguiente motivo de debate fue el ofrecimiento, finalmente aceptado tanto por el PSOE como por UGT, de que los militantes socialistas permanecieran en los puestos políticos representativos de ayuntamientos y diputaciones pese a la situación de excepcionalidad que suponía la Dictadura.
Las disensiones internas entre los socialistas continuaron cuando la Comisión Ejecutiva de UGT aprobó la concurrencia a las elecciones para miembros obreros de los Comités Mixtos o Paritarios que la Dictadura había creado para regular las relaciones laborales, y se hicieron todavía más evidentes cuando el 31 de marzo de 1924 se convocó una reunión extraordinaria conjunta de los Comités Nacionales del PSOE y de UGT para estudiar la participación en las elecciones locales que se iban a celebrar -aunque éstas nunca tuvieron lugar- según la forma de representación corporativa instaurada por el nuevo Estatuto Municipal recién aprobado por el Directorio. En la reunión, a la que Indalecio Prieto no asistió en señal de protesta, se aprobó la propuesta de Largo Caballero de participar en las mismas.
La ruptura se consumó cuando, en octubre de 1924, Largo Caballero, secretario general de UGT y miembro de la Ejecutiva del PSOE, aceptó la propuesta de sus compañeros vocales obreros del Consejo Superior de Trabajo, Comercio e Industria —al que la Dictadura había adscrito el Instituto de Reformas Sociales al que pertenecía Largo Caballero desde hacía muchos años— de ser su representante en el reformado y ampliado —por un decreto de 24 de septiembre— Consejo de Estado que tendría una representación de los patronos y de los trabajadores. La entrada de Largo Caballero en el Consejo de Estado desató una tormenta política en el seno del socialismo español. En su defensa Largo Caballero recurrió a su arraigada idea del "intervencionismo" según la cual la representación obrera debía estar presente en todos aquellas instituciones del Estado que trataran la "cuestión social" por lo que su participación en el Consejo de Estado podía reportar ventajas indiscutibles. En cambio Fernando de los Ríos e Indalecio Prieto consideraron un "grave error" la decisión de Largo Caballero porque suponía "«aumentar, con gravísimo daño para el prestigio del Partido Socialista, el equívoco de una colaboración...». Como tanto los Comités Nacionales de UGT como del PSOE apoyaron mayoritariamente la posición de Largo Caballero, Indalecio Prieto dimitió el 25 de octubre de 1924 de su puesto en la Comisión Ejecutiva del PSOE en señal de protesta En el XII Congreso del PSOE celebrado en 1928 Largo Caballero justificó así su postura:

Me parece que sería un error que porque haya dictadura, como si no la hubiera, nosotros abandonásemos los sitios de lucha... porque cuando más aprieta el enemigo nosotros debemos defendernos más

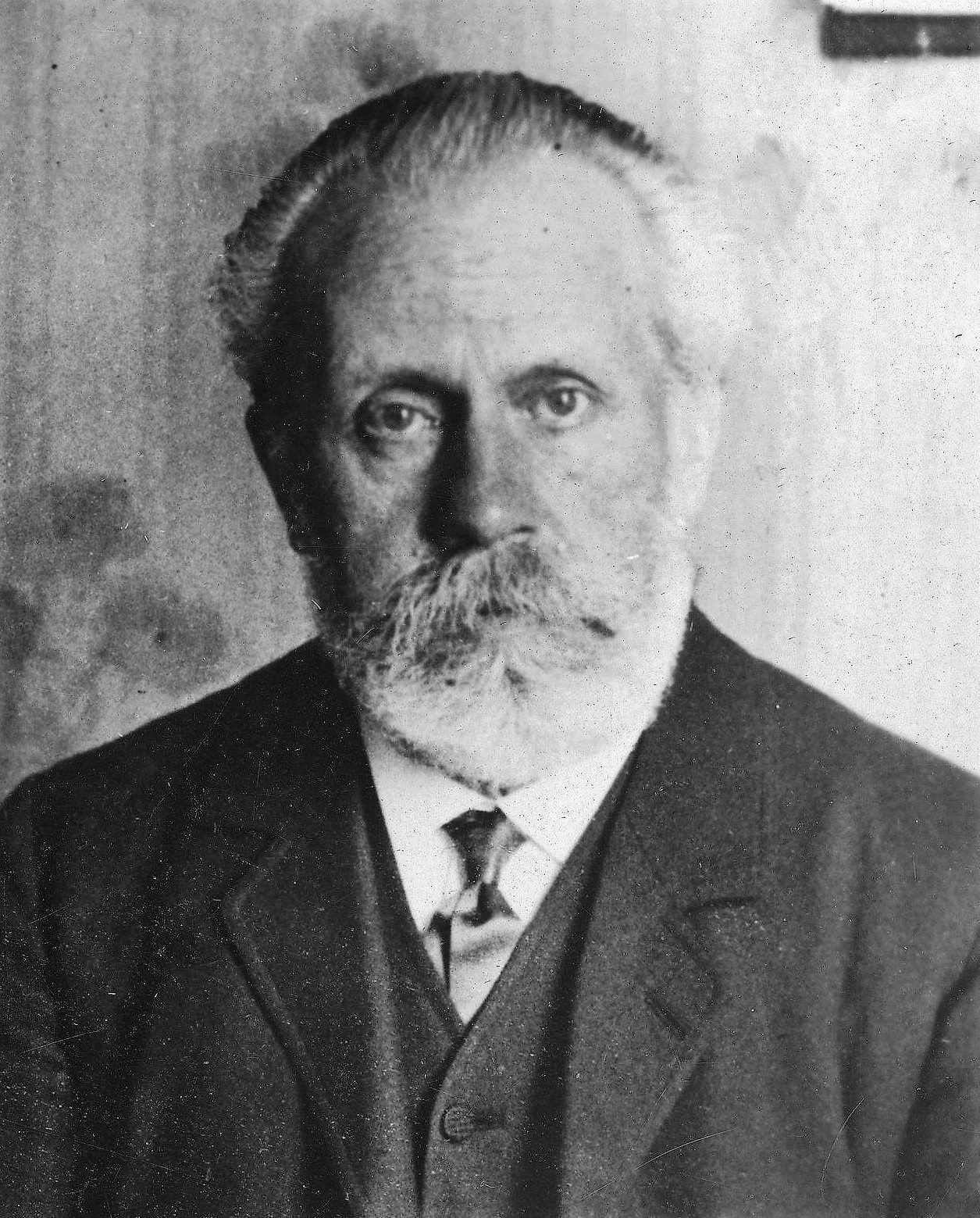
Pablo Iglesias unos años antes de su muerte en 1925

En ese contexto de ruptura interna se produjo la muerte del fundador del partido y de la Unión General, del "Abuelo" Pablo Iglesias, ocurrida el 9 de diciembre de 1925. Su puesto como presidente del PSOE y de la UGT, lo ocupó Julián Besteiro, que en aquel momento apoyaba la colaboración con la dictadura propugnada por Largo Caballero.
En el verano de 1926 surgió un nuevo motivo de fractura interna cuando se conoció la iniciativa de la Dictadura de formar un "Parlamento Corporativo", que finalmente recibiría el nombre de Asamblea Nacional Consultiva -lo que supondría arrumbar definitivamente la Constitución de 1876-, propuesta que Largo Caballero defendió que se estudiara, contra la oposición enérgica de Indalecio Prieto que afirmó que «el hecho de ingresar en esa asamblea sustitutiva del Parlamento sería, lo repito sin eufemismos, un caso de traición». Besterio defendió, por el contrario, acudir a ella «si por esa reforma se pueden ocupar dignamente puestos eficaces de lucha». Largo Caballero también apoyó acudir a la asamblea, pero condicionándolo a la forma como se eligieran sus miembros. Sin embargo, todos coincidían en que la decisión debía ser adoptada por un Congreso Extraordinario.
En medio de este debate la Dictadura aprobó a finales de 1926 la Organización Corporativa Nacional (OCN) por iniciativa del ministro de Trabajo del recién nombrado Directorio civil, Eduardo Aunós, quien ofreció la representación obrera en los Comités Paritarios de la misma a la UGT, lo que fue aceptado por ésta —de nuevo con la oposición del sector encabezado por Indalecio Prieto—. «La OCN era vista por los socialistas, por su línea sindical en concreto, como un paso más en la consecución de aquella regulación completa de las relaciones de trabajo, si bien el corporativismo planteado por la Dictadura no constituía tampoco el ideal propugnado».

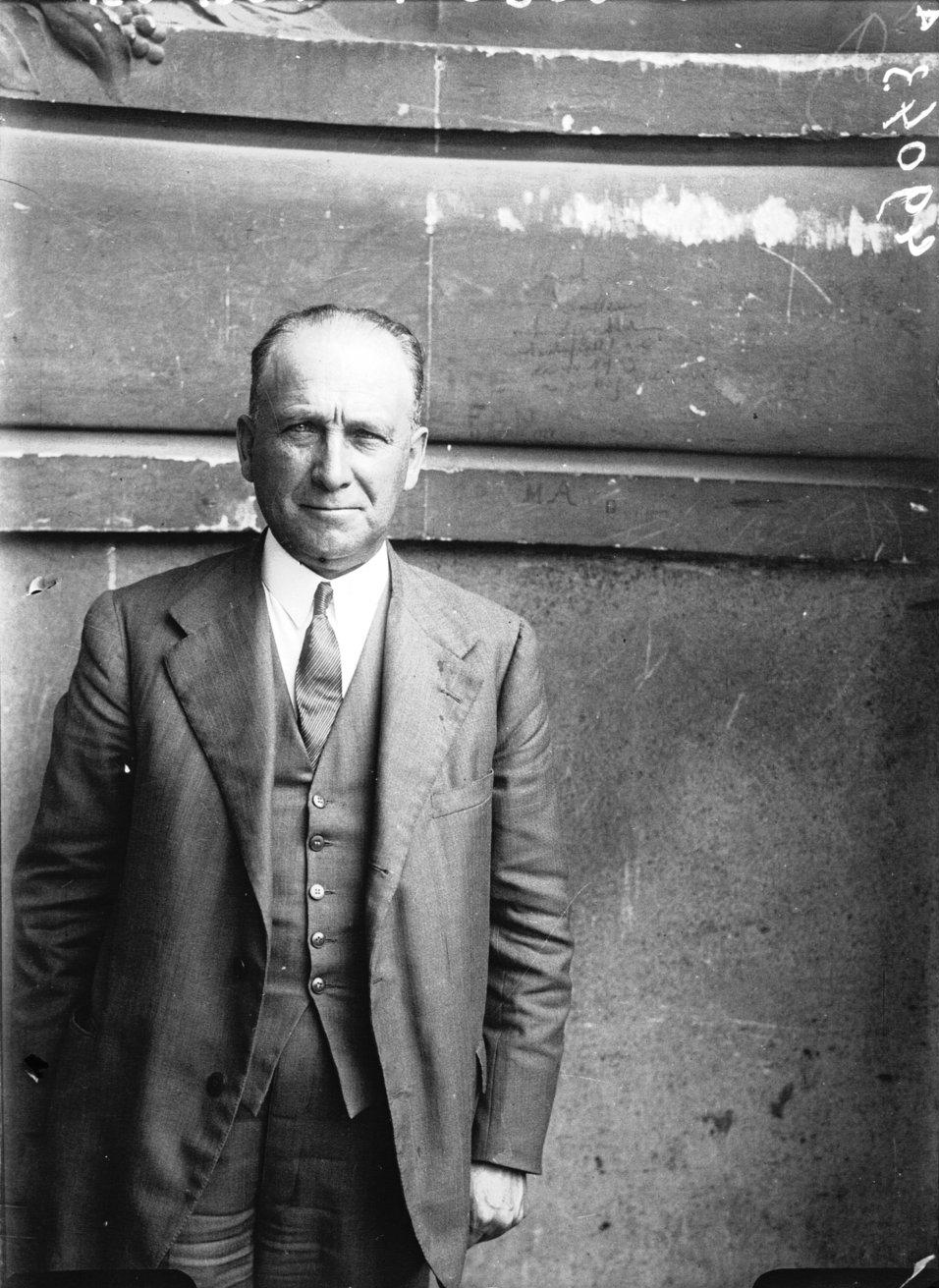
Largo Caballero en 1927

Cuando el 12 de septiembre de 1927 se publicó el decreto de convocatoria de la Asamblea Nacional Consultiva se conoció que la representación en ésta no sería corporativa sino individual, reservándose así el gobierno el nombramiento de las personas que acudirían a ella -se impedía por tanto que la UGT, si decidía acudir, eligiera libremente a sus representantes-. Este hecho fue decisivo para que los socialistas, en sendos Congresos Extraordinarios de UGT y PSOE celebrados en octubre de 1927, decidieran no participar en la Asamblea y los militantes socialistas designados por el poder no asistieron a la misma. Fue "el principio del fin de la convivencia, que no connivencia, entre el movimiento socialista español y la Dictadura de Primo de Rivera".
Sin embargo en los Congresos ordinarios del PSOE y de UGT del verano de 1928 no se rectificó la política socialista practicada respecto de la Dictadura, sino que fue ratificada. El XII Congreso del PSOE lo abrió el asturiano Teodomiro Menéndez, del sector de Indalecio Prieto, que criticó con dureza la colaboración mantenida hasta entonces con la Dictadura, que consideraba «equivocada y lesiva para los intereses de la clase trabajadora», pero la intervención más importante la realizó el propio Prieto que arremetió contra la presencia Largo Caballero en el Consejo de Estado de un régimen surgido, dijo, de un «golpe de Estado... para sustituir una monarquía constitucional pactada por el pueblo, por una monarquía absoluta, a la cual no había dado su asentimiento el pueblo». Sin embargo, el Congreso, después de un agrio y tenso debate cada vez más subido de tono, aprobó por una amplia mayoría la gestión realizada por Besteiro y Largo Caballero y la continuidad de este último en el Consejo de Estado. Se aprobó lo mismo, con mucha menor tensión, en el XVI Congreso de UGT celebrado a continuación entre los días 10 y 15 de septiembre.
La ruptura definitiva con la dictadura se produjo en el verano de 1929 cuando se rechazó la nueva oferta de Primo de Rivera hecha a la UGT, no al PSOE, para que designara libremente a cinco representantes que acudieran a la Asamblea Nacional Consultiva, cuando iba a discutir el Proyecto de Constitución que se había presentado ante ella. Los socialistas después de criticarla duramente en un Manifiesto, pidieron entonces la convocatoria de Cortes Constituyentes, asumiendo así la reivindicación más importante de la oposición republicana. Sin embargo, la decisión de no enviar representantes a la Asamblea Nacional Consultiva no fue apoyada por Julián Besteiro que siguió defendiendo la continuidad de la colaboración con la Dictadura -el "intervencionismo"-. En cambio Largo Caballero consideró que la dictadura en 1929 se encontraba en una situación insostenible por lo que las ventajas del "intervencionismo" estaban agotadas. Según Julio Aróstegui, el cambio de postura de Largo Caballero "no se trataba en puridad de un viraje, sino de considerar suicida la posición de Besteiro".

## Segunda República (1931-1936)
Tras el fracaso de la dictadura primorriverista, el PSOE acordó, no sin graves tensiones en su seno, colaborar con los grupos de la oposición "burguesa" a la Monarquía de Alfonso XIII (radicales, Grupo de Acción Republicana, radicales-socialistas, republicanos federales, catalanistas...) que habían firmado el Pacto de San Sebastián en el que acordaron un programa común para derrocar al Rey e instaurar en España un régimen democrático y republicano.
Tras las elecciones municipales del 12 de abril de 1931, en las que las candidaturas republicanas obtuvieron triunfos contundentes en los principales núcleos urbanos del país (Madrid, Barcelona, Valencia, Zaragoza, Guadalajara, Teruel, Cuenca, "'en una palabra, en todas las demás ciudades de España, salvo cuatro", en expresión del conde de Romanones); la Corona quedó muy debilitada y creció la presión popular a favor de la República. Ello provocó la huida del Rey a Francia y la proclamación de la II República en todo el país, el Comité Provisional republicano se hizo cargo del Gobierno y convocó elecciones a Cortes Constituyentes. 
En aquellas Cortes, el PSOE obtuvo 117 diputados, situándose así como la primera minoría de la Cámara; y participó regularmente en los gobiernos republicanos de Manuel Azaña, primero en el gobierno de concentración y posteriormente en coalición con los republicanos de izquierda de Acción Republicana y otros grupos minoritarios. Largo Caballero, Indalecio Prieto y Fernando de los Ríos desempeñaron carteras ministeriales durante el primer bienio de la República. Tras las elecciones de 1933, las fuerzas de la izquierda abandonaron el gobierno y fueron sustituidas por un gobierno minoritario de derechas, apoyado por la CEDA. A lo largo de esta etapa, conocida como bienio radical-cedista, el PSOE se sumió en una aguda crisis interna que impidió la convocatoria de un congreso extraordinario que dirimiese las diferencias entre los partidarios de Indalecio Prieto (reformistas), Besteiro (marxistas puros) y el presidente de la Comisión Ejecutiva, Largo Caballero (radicales).
En la 2.ª legislatura y ante el acceso al gobierno de la CEDA, el PSOE acentuó su radicalización y un alejamiento paulatino de las instituciones democráticas, declarando qué "en las elecciones de abril (1931), los socialistas renunciaron a vengarse de sus enemigos y respetaron vidas y haciendas; que no esperen esa generosidad en nuestro próximo triunfo. La generosidad no es arma buena". Numerosos e influyentes dirigentes del partido como Largo Caballero o Indalecio Prieto (quien más tarde consideraría aquel episodio uno de los más graves errores del socialismo y de sí mismo) se embarcaron en un movimiento huelguístico-insurreccional que desembocó en la llamada Revolución de 1934, fracasada en prácticamente todo el país, salvo en Cataluña (donde el presidente de la Generalidad Lluís Companys desafió el orden constitucional al proclamar el Estado catalán dentro de una inexistente República Federal Española, lo que supuso su inmediata detención por parte de las Fuerzas Armadas de la República y la suspensión de la autonomía catalana por parte del Gobierno radical) y en Asturias, donde la experiencia revolucionaria sobrevivió varias semanas antes de ser aplastadas por las tropas gubernamentales, dirigidas por el general Franco. 
A la represión gubernamental de la huelga siguió un incremento en la crispación social y la polarización de las derechas y las izquierdas que ya no se detuvo hasta el estallido de la Guerra Civil. El partido fue abandonando la vía pacífica y radicalizándose, con Largo Caballero declarando que "la clase obrera debe adueñarse del poder político, convencida de que la democracia es incompatible con el socialismo, y como el que tiene el poder no ha de entregarlo voluntariamente, por eso hay que ir a la Revolución".   En medio de esa espiral de agitación y creciente violencia, el PSOE se integró en la coalición del Frente Popular, que agrupó a todas las izquierdas (socialistas, Izquierda Republicana, Unión Republicana, comunistas, sindicalistas, Esquerra, ...) y que obtuvo en las elecciones de 1936 una ajustada victoria frente a las fuerzas de la derecha. La vuelta del socialismo al gobierno, sin embargo, no se produjo hasta después de la sublevación militar que dio lugar a la Guerra Civil, cuando Largo Caballero fue nombrado presidente de un gobierno de concentración frentepopulista en sustitución de José Giral el 4 de septiembre de 1936. En el gobierno de la República, los socialistas ocupan seis carteras. El gobierno de Largo Caballero tuvo la tarea de reconstruir el poder del Estado en la zona republicana y crear un ejército que pudiese oponerse a los avances de los sublevados.
En julio de 1936, en vísperas del golpe de Estado que dio inicio a la guerra civil, el PSOE contaba con 59 846 afiliados.

## Guerra Civil y franquismo
En la zona sublevada, el PSOE fue ilegalizado por los sublevados durante la Guerra Civil, como lo fueron todos los demás partidos y organizaciones políticas a excepción de las pertenecientes al denominado Movimiento Nacional (el partido único Falange Española Tradicionalista y de las JONS y su sindicato vertical la Central Nacional Sindicalista).
En la zona republicana, se acentuó la división dentro del PSOE. Tras los sucesos de mayo de 1937, Largo Caballero dimitió, debido a la oposición comunista a su política y fue sustituido por Negrín, también socialista y apoyado inicialmente por Indalecio Prieto y por los comunistas del PCE. El gobierno Negrín incluyó tres ministros socialistas (Prieto, Julián Zugazagoitia y el propio Negrín) y eliminó a los largocaballeristas. Tampoco había anarquistas. Los propósitos de Negrín eran proseguir la reconstrucción del Estado y la creación del ejército y buscar apoyo de las potencias internacionales. La República se alejaba de las experiencias revolucionarias (en consonancia con la política comunista de la época), lo que favorecía el apoyo de los prietistas, mayoritarios en la ejecutiva del PSOE. La política de Negrín propició el fortalecimiento del PCE y la creación de un bloque opositor que incluía a los comunistas del POUM, los anarquistas y los largocaballeristas. La política de resistencia a ultranza de Negrín y el PCE provocó el distanciamiento y, finalmente el enfrentamiento con Prieto. Socialistas como Besteiro o Wenceslao Carrillo participaron en el golpe de Estado del coronel Casado contra el gobierno de Negrín.
Tras el fin de la Guerra, en el exilio, la división prosiguió entre los partidarios de Negrín y los de Prieto. Así, se produjo la práctica creación de dos partidos socialistas: uno, en torno a Negrín, con personalidades como Zugazagoitia o Álvarez del Vayo, en Francia, con el Servicio para la Evacuación de los Refugiados Españoles (SERE), y poco después en México con el círculo Jaime Vera. Otro agrupado en torno a Prieto, primero en Francia, con la Junta de Auxilio a los Republicanos Españoles (JARE), y posteriormente también en México con el Círculo Pablo Iglesias. Fue Prieto el que dirigió la reorganización del PSOE en el exilio prescindiendo de los negrinistas.
Por su parte, el PSOE del interior se reorganizó en 1942 con 300 comités locales en los penales y campos de concentración. En 1944 se formó la primera Comisión Ejecutiva en el interior detenida cuatro meses después. Hasta 1953, las seis ejecutivas del interior fueron desmanteladas por la policía y encarcelados sus dirigentes, año en el que era asesinado el presidente, Tomás Centeno, en la sede de la Dirección General de Seguridad.
Muchos socialistas permanecieron exiliados durante la dictadura franquista. En España, el PSOE tuvo una actividad clandestina muy inferior a la del PCE.

## Transición democrática
La renovación ideológica y política iniciada a comienzos de los setenta y culminada en el Congreso de Suresnes en 1974, encabezada por Felipe González y una nueva generación de socialistas, con el apoyo y la solidaridad de la Internacional Socialista, puso al PSOE en condiciones de ser protagonista activo de la transición y le permitió convertirse en una fuerza determinante en las primeras elecciones democráticas de 1977. El apoyo obtenido por los socialistas y por quienes proponían un proceso materialmente constituyente, evitó que se impusieran los que sólo pretendían la reforma de las instituciones de la dictadura. El PSOE, con sus propias aportaciones y con alguna expresa renuncia de algunos de sus postulados sensibles, como su tradición republicana, en aras del acuerdo colectivo, contribuyó decisivamente a alcanzar el consenso del que surgiría la actual Constitución de 1978. Desde la oposición cooperó en el desarrollo inicial de la misma y articuló una alternativa política de la que se nutrirían muchos de sus futuros proyectos. Este apoyo al desarrollo constitucional no impidió el ejercicio de una política de oposición sumamente dura contra el gobierno de la Unión de Centro Democrático de Adolfo Suárez que gobernaba con mayoría simple. Es en este periodo también cuando el partido adopta, en su oposición a UCD, una posición marcadamente contraria al ingreso en la Organización del Tratado del Atlántico Norte siendo frecuente encontrar a dirigentes socialistas en manifestaciones y marchas contra la OTAN.
Junto con el proceso constituyente y los primeros pasos de las instituciones democráticas, se planteaba en el seno de la izquierda una compleja batalla por la hegemonía ideológica y política, que se disputaba el PSOE con el Partido Comunista de España, primer partido de la oposición antifranquista. Al mismo tiempo, el PSOE intentaba hegemonizar el espacio socialista, fragmentado en pequeñas organizaciones como el Partido Socialista Popular de Enrique Tierno Galván, el Partido Socialista Andaluz o los grupos socialistas de Cataluña. Tras las primeras elecciones democráticas, el PSOE se consolidó como la primera fuerza de la izquierda, en detrimento del histórico Partido Comunista de España. Por su parte, los procesos de unidad socialista desembocaron con la integración del PSP en el PSOE, por un lado; y la unificación del socialismo catalán en el nuevo Partit dels Socialistes de Catalunya (PSC-PSOE), federado con el PSOE. A finales de los años 70, el liderazgo del PSOE en el socialismo y la izquierda española era ya indiscutible.

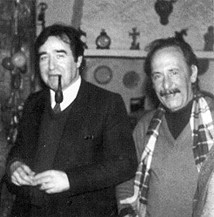
Luis Gómez Llorente y Pablo Castellano, dirigentes socialistas que encabezaron la oposición a la eliminación del marxismo en el XXVIII Congreso del PSOE, celebrado en mayo de 1979.

En el XXVIII Congreso Federal, celebrado en mayo de 1979, Felipe González propuso el abandono del marxismo, pero la propuesta fue derrotada. Este fracaso provocó su dimisión como Secretario General del Partido, la formación de una Gestora y la convocatoria de un Congreso Extraordinario. Este Congreso tuvo lugar el 28 de septiembre del mismo año y en él, Felipe González fue reelegido con amplia mayoría, aprobándose definitivamente el abandono de las tesis marxistas.
Tras el intento golpista de 1981 y el proceso de descomposición interna de la UCD, el PSOE afianzó aún más su posición como alternativa de gobierno. Así, en las Elecciones Generales anticipadas, celebradas el 28 de octubre de 1982, tras un paréntesis de medio siglo, el PSOE volvió al Gobierno en una victoria electoral histórica con más de 10 millones de votos (48,7%) y 202 escaños.

## Gobiernos de Felipe González (1982-1996)
El PSOE obtuvo la confianza de la mayoría de los españoles en cuatro convocatorias electorales sucesivas, 1982, 1986, 1989, 1993, las tres primeras con mayoría absoluta, llegando a gobernar consecutivamente casi catorce años. Gestionó a lo largo de ese periodo un inmenso caudal político que le permitió transformar el país en los más diversos campos, por medio de su gestión en ayuntamientos, comunidades autónomas, gobierno de España, Europarlamento y Comisión Europea. Al mismo tiempo, la concentración de un poder tan amplio en el PSOE favoreció el surgimiento de fenómenos de clientelismo, amiguismo y corrupción cuya proliferación acabó minando la confianza de los españoles en el proyecto político socialista.
Tras la aplastante victoria de 1982, el PSOE se benefició de la descomposición de la extinta UCD, integrando a los sectores más socialdemócratas de la coalición centrista. Entre ellos, cabe destacar a Francisco Fernández Ordóñez que, junto con su pequeño Partido de Acción Democrática, se unió al socialismo español el mismo 1982. Fernández Ordóñez desarrollaría posteriormente una brillante carrera en los Gobiernos socialistas, en los que desempeñó la cartera de Asuntos Exteriores desde 1985 hasta 1992.
La mayoría de los ministros designados por Felipe González para sus gabinetes fueron varones, todos civiles. Estos gobiernos avanzaron en la estabilidad democrática, en riesgo tras el intento de golpe de Estado de 1981. Se consagró definitivamente la hegemonía del poder civil; culminó el proceso, comenzado por la Unión de Centro Democrático, de integración a España en la Unión Europea, firmando el tratado de adhesión a la CEE el 1 de enero de 1986; consiguió un amplio respeto internacional; estrechó los lazos políticos, culturales y económicos con Latinoamérica y el Magreb; amplió el compromiso de España en la Organización del Tratado del Atlántico Norte; impulsó el modelo político del Estado de las Autonomías; dio mayor efectividad al reconocimiento de los derechos civiles; sentó los pilares básicos y desarrolló el estado del bienestar que llegaba a España con décadas de retraso respecto de los países avanzados de su entorno; modernizó la economía, a costa en muchas ocasiones de dolorosas reformas y graves tensiones con los trabajadores; prosiguió el desarrollo de infraestructuras; generalizó las pensiones, instituyendo las no contributivas; universalizó la sanidad; reguló la producción agrícola e hizo desmantelar industrias cuya competencia generaba problemas en la Comunidad Europea; amplió la protección del desempleo; generó una cierta conciencia medioambiental; reformó la educación a través de las leyes de Derecho a la Educación (LODE), de Reforma Universitaria (LRU) y General del Sistema Educativo (LOGSE), introduciendo el modelo comprensivo, ampliando la educación obligatoria hasta los 16 años y reforzando la autonomía de las Universidades; y puso en marcha políticas de igualdad. 
El modelo desarrollado por el PSOE a partir de 1982 por casi década y media no seguía el proyecto socialista tradicional, sino que atendió muchas necesidades de grandes y pequeños capitalistas. La política económica de los primeros años, que tuvo que hacer frente a la gravísima crisis económica internacional, supuso imponer duras reconversiones industriales en distintos sectores productivos y produjo fuertes enfrentamientos entre el Gobierno socialista, el PSOE y su sindicato hermano, la Unión General de Trabajadores. Estos enfrentamientos culminaron con el apoyo del sindicato socialista a la Huelga General de 1988 y el abandono del secretario general de la UGT, Nicolás Redondo, de la Ejecutiva del PSOE. Ambos episodios simbolizaron la ruptura de la unidad del movimiento socialista en España y la separación del Partido y el Sindicato fundados por Pablo Iglesias. 
Otra de las decisiones más polémicas y que generaron mayores tensiones en la izquierda española fue la permanencia de España en la Organización del Tratado del Atlántico Norte. Aunque el PSOE se había opuesto a la adhesión, tras llegar al gobierno la mayoría de los líderes del partido pasaron a apoyarla. El gobierno celebró un polémico referéndum (algunos criticaron la evasiva gubernamental a usar en la pregunta el nombre oficial de la OTAN y emplear, en su lugar, el término de Alianza Atlántica) sobre el tema en 1986. Tanto el gobierno como el partido pidieron el voto favorable a la permanencia en la estructura militar y ganaron, aunque el asunto generó profundas divisiones y enfrentamientos en el seno del socialismo. Tanto es así, que el mismo año del referéndum el PSOE sufrió la deserción de numerosos dirigentes y militantes opuestos al giro atlantista de Felipe González, que acabaron confluyendo en la nueva coalición Izquierda Unida, nucleada en torno al Partido Comunista de España. El símbolo más ilustrativo de este complejo viraje socialista es Javier Solana, que había hecho campaña contra la OTAN cuando el PSOE estaba en la oposición pero acabó siendo nombrado Secretario General de dicha organización en 1996.
La formación de Izquierda Unida supuso un cierto debilitamiento del Partido Socialista, particularmente en su ala izquierda. No obstante, en el año 1991 se integró en el PSOE el pequeño Partido de los Trabajadores de España-Unidad Comunista, escindido del PCE tras la destitución de Santiago Carrillo como secretario general y finalmente convertido en la corriente de opinión Unidad de la Izquierda en el seno del socialismo.
Durante estos años, los cargos, las sedes e incluso algunos militantes de base del PSOE y Alianza Popular-Partido Popular fueron objetivo de las organizaciones terroristas vascas Euskadi Ta Askatasuna, Comandos Autónomos Anticapitalistas y grupos afines. Por su parte, varios altos cargos del PSOE (entre ellos, ministros, secretarios de Estado y otros responsables gubernamentales) fueron condenados como responsables de la financiación y dirección del terrorismo de Estado de los Grupos Antiterroristas de Liberación, así como de apropiarse del dinero público destinado a la lucha legal contra esta delincuencia.
Todos estos escándalos, junto a la crisis económica de 1993 y otros episodios de corrupción (el caso del presunto tráfico de influencias del que sé acusó a Juan Guerra, hermano del vicepresidente del gobierno Alfonso Guerra; el caso Ibercorp donde estaba implicado el gobernador del Banco de España, Mariano Rubio; el del director general de la Guardia Civil Luis Roldán, y otras irregularidades en la gestión de infraestructuras y recursos públicos, como la empresa pública Intelhorce, el BOE o el proyecto AVE Madrid-Sevilla), erosionaron la popularidad de Felipe González y la credibilidad de su Gobierno. Este desgaste, unido al agotamiento de un proyecto que se había mantenido durante catorce años al frente del país, y a la dura oposición ejercida por el Partido Popular; propiciaron la derrota en 1996 del PSOE en las elecciones, con lo que el PP llegó al poder y el PSOE fue relegado a la oposición.

## Paso a la oposición (1996-2004)
En el 34.º Congreso del partido, celebrado en Madrid entre los días 20 y 22 de junio de 1997, Felipe González renunció a la dirección del partido, siendo sustituido en la Secretaría General por Joaquín Almunia.
Aun superado por el PP en las Cortes Generales, el PSOE siguió siendo un partido de gran relevancia, manteniendo el poder en varias comunidades autónomas y numerosos ayuntamientos. Además, una vez en la oposición volvió a acercarse a la Unión General de Trabajadores, y colaboró con otros sindicatos, organizaciones no gubernamentales y asociaciones pacifistas y de izquierdas en varias campañas. 
El hecho de quedarse fuera de los gobiernos nacional, vasco y navarro no supuso que el PSOE dejase de ser objetivo de Euskadi Ta Askatasuna.
En cuanto a su organización interna, el PSOE adoptó la norma de presentar listas paritarias, con igual número de mujeres que de varones, y empezó a organizar elecciones primarias para elegir a los cabezas de lista directamente entre todos los afiliados. Esto le ayudaba a conseguir repercusión mediática durante las precampañas. En las primarias del 24 de abril de 1998 para las elecciones generales de 2000, se presentaron el propio Joaquín Almunia y José Borrell. El elegido, por un 55% de los votos, fue José Borrell, aunque finalmente acabó renunciando en favor de Almunia debido al acoso mediático y a la falta de apoyo de la dirección.
Tras las elecciones generales, que ganó el Partido Popular por mayoría absoluta, Almunia se vio forzado a dimitir. En el congreso del partido celebrado en verano de 2000, fue elegido secretario general el entonces desconocido José Luis Rodríguez Zapatero, en detrimento de otros candidatos del partido más conocidos.

## Gobiernos de Rodríguez Zapatero (2004-2011)
En el año 2004 el PSOE, con José Luis Rodríguez Zapatero como candidato, ganó las elecciones generales por mayoría simple, tres días después de los atentados del 11 de marzo, con algo más de 11 millones de votos. Con el apoyo de otros partidos, Zapatero fue elegido presidente de Gobierno por el Congreso de los Diputados. Constituyó un gobierno cuyas carteras ministeriales fueron asignadas paritariamente entre hombres y mujeres, siendo además la primera vez en la historia española en la que una mujer accedía a la Vicepresidencia primera del Gobierno de la Nación, cargo por el cual es Presidenta del Gobierno en funciones cuando el presidente no se encuentra en territorio nacional.
En julio de 2004 celebró el 36.º Congreso Federal donde por casi unanimidad se volvió a elegir a Rodríguez Zapatero como Secretario General y se eligió la nueva Ejecutiva Federal y el resto de Órganos Federales.
En las elecciones generales de 2008 el Partido Socialista Obrero Español volvió a ganar los comicios, obteniendo 169 diputados, cinco más que en 2004 y un 43,87 % de los votos. En diciembre, el PSOE creó su propio think tank, la Fundación Ideas para el Progreso. El fiscal general del Estado, Cándido Conde-Pumpido, reveló que en noviembre de 2009 se estaban tramitando un total de 264 causas contra cargos públicos del PSOE por corrupción. En 2011 se destapó el caso ERE, sin cerrar.
Elecciones al Parlamento Europeo de 2009
En las elecciones al Parlamento Europeo de 2009 se presentó como parte del partido político europeo Partido Socialista Europeo (PSE). Encabezó la lista de la candidatura el exministro de Justicia y exjefe de la oposición en el Parlamento de Canarias Juan Fernando López Aguilar. Asimismo, el número dos fue Ramón Jáuregui y la número tres fue Magdalena Álvarez. Cerró la lista el que fue entre 2004 y 2007 Presidente del Parlamento Europeo por el PSE, José Borrell Fontelles. En Cataluña se presentó con el nombre de Partit dels Socialistes de Catalunya PSC (PSC-PSOE).
La polémica de las listas surgió con la inclusión de María Ángeles Avilés, edil de Elche que estaba siendo investigada por un presunto delito de prevaricación y malversación de caudales públicos, en el número 15. Si bien, finalmente la directiva del PSOE, de forma preventiva para evitar repercusiones lesivas de un posible proceso, decidió substituir a esta por Josefa Andrés.
En estas elecciones el PSOE fue la segunda candidatura más votada en España, con 6.032.500 votos, un 38,51% del total de votos del país, logrando 21 escaños, 4 menos que en las elecciones al Parlamento Europeo de 2004 y 2 escaños menos que el Partido Popular (PP) en 2009. Fue la candidatura más votada en Andalucía, Cataluña, Extremadura, Aragón y Principado de Asturias.

## Vuelta a la oposición (2011-2018)

### Etapa de Alfredo Pérez Rubalcaba (2011-2014)

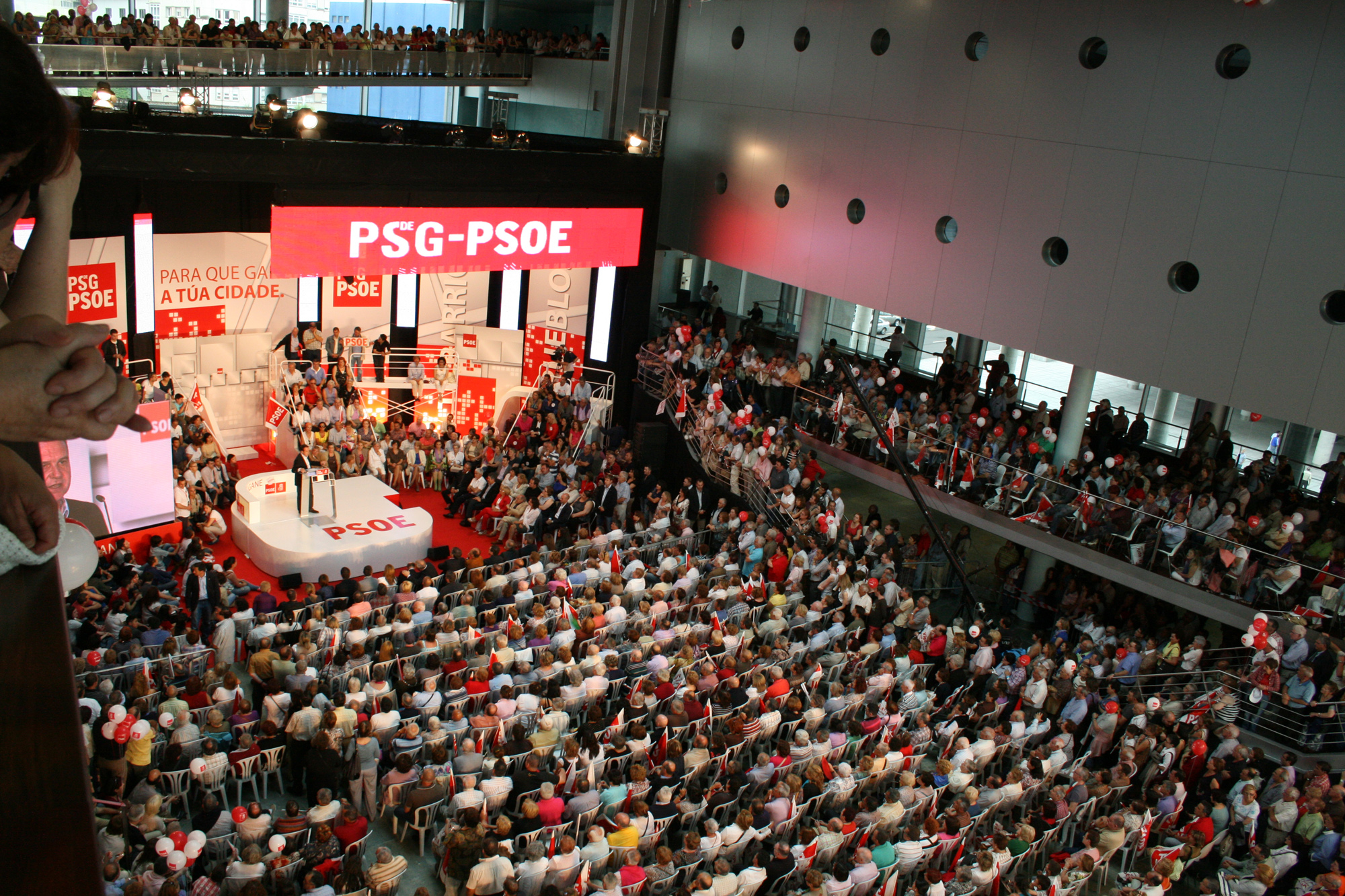
Mitin del PSOE celebrado en el año 2011 en la ciudad de Vigo.

En las elecciones generales de España de 2011, el PSOE, que presentaba a Alfredo Pérez Rubalcaba como candidato, obtuvo 110 escaños (59 menos que 2008, su peor resultado desde la restauración de la democracia) y un 28,76 % de los votos. Tampoco en las municipales de 2011 obtuvo buenos resultados, llegando a perder la segunda ciudad más poblada del país, Barcelona, la cual gobernaba desde las primeras elecciones democráticas. Obtuvo el gobierno, en cambio, en diez capitales de provincia, siete en solitario (Cuenca, Lérida, Lugo, Orense, Tarragona, Toledo, Zaragoza) y una con apoyos (Segovia). Respecto a autonomías, solo gobernaba en Andalucía (junto con Izquierda Unida), Asturias (en minoría, con apoyo parlamentario de IU y UPyD) y Canarias (junto a CC).
En el 38.º Congreso Federal del PSOE celebrado en Sevilla, Alfredo Pérez Rubalcaba fue elegido secretario general del PSOE el 4 de febrero de 2012, con 487 votos a favor de su candidatura y con 465 votos para la candidatura de su rival, Carme Chacón.
Tras los malos resultados del PSOE en las elecciones europeas de 2014, Pérez Rubalcaba anunció su dimisión y se proclamaron tres candidatos: Pedro Sánchez, Eduardo Madina y José Antonio Pérez Tapias.

### Primera etapa de Pedro Sánchez y crisis interna (2014-2016)

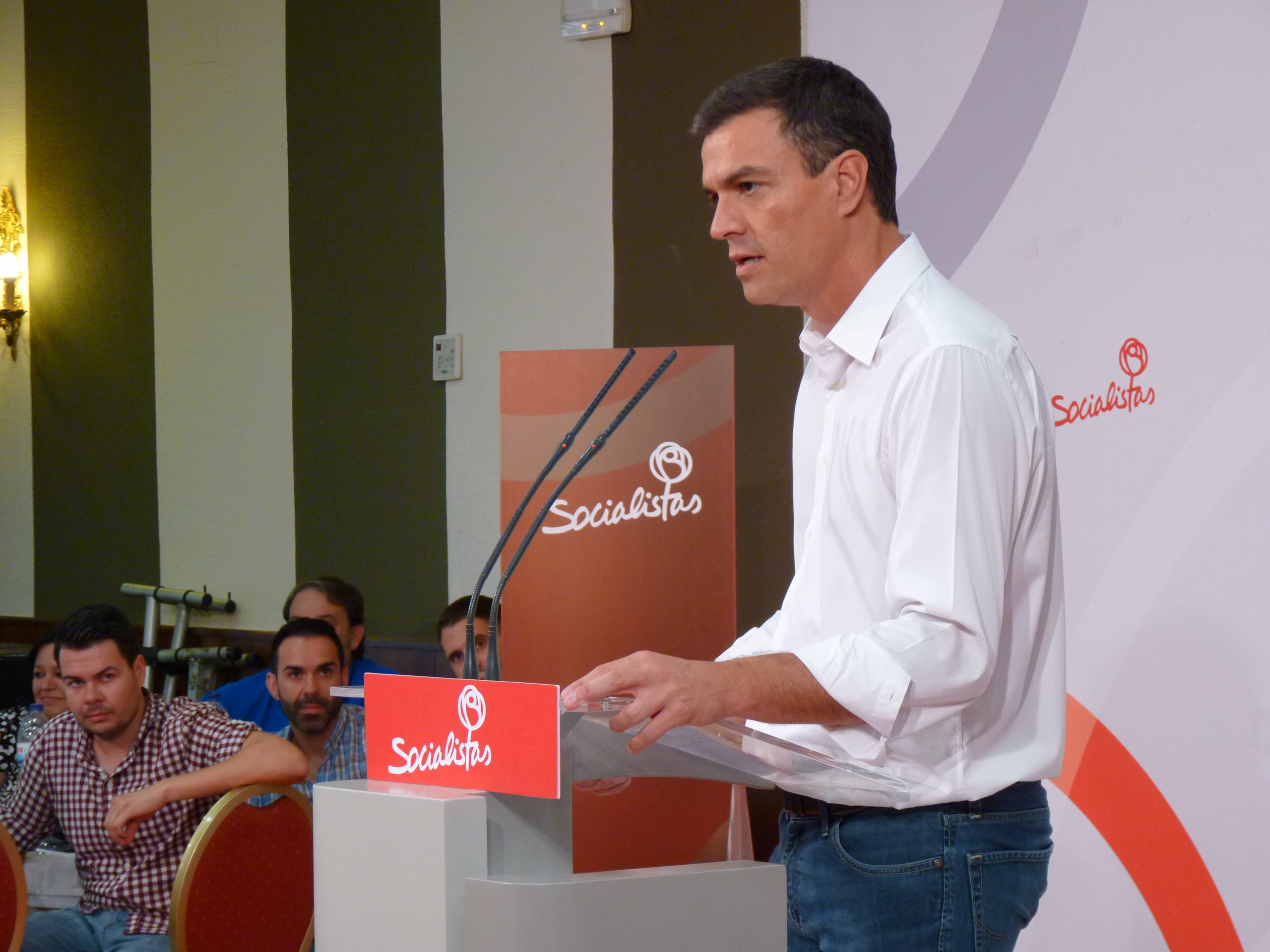
Pedro Sánchez, secretario general desde 2014 hasta 2016.

En las elecciones primarias del partido celebradas el 13 de julio de 2014, Pedro Sánchez obtuvo un 49 % de los votos, frente a un 36 % de Madina y un 15 % de Pérez Tapias, convirtiéndose en el nuevo secretario general. Afrontó el reto de recuperar la unidad del partido y la confianza de los antiguos votantes del PSOE, un 25 % de los cuales según una encuesta del CIS de octubre de 2014 se decantaba por un nuevo partido, Podemos. A partir de noviembre de 2014, el PSOE optó por la estrategia de dejar de llamarles populistas para presentarles en cambio como situados en la extrema izquierda, intentando conservar así la hegemonía del centro izquierda.
En las elecciones al Parlamento de Andalucía de 2015, celebradas anticipadamente en marzo de 2015, el PSOE fue la fuerza más votada. Sin embargo, al no obtener mayoría absoluta, la investidura de Susana Díaz como presidenta de la junta fue rechazada hasta en tres ocasiones, a causa del voto en contra de PP, Podemos, Ciudadanos e Izquierda Unida. Marcadas por un «retroceso del bipartidismo», en las elecciones municipales de mayo de 2015, el PSOE tuvo un mínimo en el total de votos; en las elecciones autonómicas celebradas en la misma fecha, consiguió volver a ser la formación más votada en la comunidad autónoma de Extremadura, así como mantenerse en primera posición en Asturias. En otras comunidades como Castilla-La Mancha, Comunidad Valenciana, Aragón o las Islas Baleares, fue la segunda fuerza, por lo que necesitaría pactar con otras formaciones para ocupar los gobiernos autonómicos.
Exceptuando las elecciones andaluzas de 2015, la mayoría de comicios celebrados durante la etapa primera de Sánchez arrojaron resultados negativos para el PSOE. Añadido a esto, la política de pactos llevada a cabo por Sánchez tras las elecciones generales de 2016, basada en la negativa rotunda a facilitar un gobierno del Partido Popular, fue disputada por varios dirigentes de la formación. Se gestó en el seno del partido una corriente crítica con Sánchez, encabezada por Susana Díaz, presidenta de la Junta de Andalucía.
El 28 de septiembre de 2016, el secretario de Política Federal del PSOE, Antonio Pradas, presentó en la sede del partido la dimisión en bloque de 17 miembros de la Ejecutiva Federal para que el partido pasase a estar dirigido por una gestora y presionar a Pedro Sánchez a dimitir como Secretario general. La Ejecutiva, compuesta por 35 miembros (38 en su origen), perdió por dimisión a dos ejecutivos, que se sumaron a los 17 haciendo un total de 19, la mitad más uno de la misma. Entre ellos se encontraban la presidenta del partido, Micaela Navarro, la exministra Carme Chacón o los presidentes de la Comunidad Valenciana Ximo Puig y de Castilla-La Mancha Emiliano García-Page.
En la tarde del 1 de octubre de 2016, tras la celebración de un tenso Comité Federal, Pedro Sánchez presentó su dimisión como secretario general del partido. Esa misma noche se notificó que le sucedería una gestora provisional, al frente de la cual estará el presidente del Principado de Asturias Javier Fernández Fernández.

### Vuelta de Pedro Sánchez (2017-2018)
Tras ser forzado a abandonar la secretaría general del partido y renunciar a su escaño en el Congreso de los Diputados para evitar abstenerse en la votación de investidura de Mariano Rajoy, Sánchez inició una campaña para ganar la confianza de las bases en su camino para recuperar la secretaría general. Finalmente, se llevaron a cabo primarias en el partido en el XXXIX Congreso del PSOE consiguiendo el apoyo mayoritario de la militancia y recuperando su cargo orgánico en el partido.
Tras su victoria, Sánchez seleccionó una nueva ejecutiva federal compuesta mayoritariamente por personas de su entorno y llevó a cabo reformas estructurales del partido entre las que destacaban cambios estatutarios que reducían el poder del Comité Federal del PSOE (órgano que previamente lo obligó a dimitir) y dando mayor importancia en la toma de decisiones a la militancia.
Los años 2017 y principios del 2018 fueron años tranquilos dentro del partido, con un Sánchez al frente del mismo, con un liderazgo reforzado, pero obligado a permanecer en un segundo plano en la política nacional debido a su carencia de escaño en el Congreso de los Diputados.

## Gobiernos de Pedro Sánchez (2018-presente)
No fue hasta finales de mayo de 2018, cuando Sánchez regresó a la primera línea política anunciando una moción de censura contra el presidente Rajoy tras la sentencia del caso Gürtel, que condenaba al extesorero del Partido Popular, Luis Bárcenas, a empresarios afines y al propio partido como "partícipe a título lucrativo".
La moción de censura consiguió el apoyo mayoritario de la Cámara (180 votos a favor, 169 en contra y 1 abstención), obligando al Gobierno de Rajoy a dimitir e invistiendo automáticamente a Pedro Sánchez como séptimo presidente del Gobierno de la democracia y, en consecuencia, el PSOE volvía al Gobierno 6 años y medio después, siendo Sánchez el tercer presidente socialista tras Felipe González y José Luis Rodríguez Zapatero. Tras verse incapaz de aprobar los presupuestos generales del estado debido a estar gobernando en minoría, Sánchez convocó elecciones generales en abril de 2019, en las que a pesar de salir victorioso con 123 escaños no logró formar gobierno, lo que dio paso a la que sería la cuarta convocatoria a elecciones generales en menos de 4 años. En noviembre de 2019 volvió a ganar las elecciones, aunque con 3 escaños menos (120).
El 12 de noviembre, solo dos días después de celebradas las elecciones, Pedro Sánchez y Pablo Iglesias alcanzaron un preacuerdo para formar un gobierno de coalición PSOE-Unidas Podemos. El programa de gobierno lo firmaron el 30 de diciembre, el mismo día en que el PNV anunció que, tras pactar con el PSOE, apoyaría la investidura de Pedro Sánchez. El 7 de enero Pedro Sánchez fue investido finalmente como presidente del Gobierno por 167 votos a favor (PSOE, Unidas Podemos, PNV, Más País, Compromís, BNG, Nueva Canarias y Teruel Existe), 165 en contra (PP, Vox, Ciudadanos, Junts per Catalunya, CUP, Unión del Pueblo Navarro, Foro Asturias, Coalición Canaria y Partido Regionalista de Cantabria) y 18 abstenciones (Esquerra Republicana de Catalunya y EH Bildu). Solo dos meses después, el 14 de marzo, el gobierno se vio obligado a declarar el estado de alarma por la pandemia de enfermedad por coronavirus de 2020 en España. Comenzó entonces el confinamiento de toda la población que se prolongará hasta junio.
En las elecciones autonómicas del 28 de mayo de 2023 el PSOE pierde gran parte de las comunidades autónomas donde gobernaba frente al Partido Popular. Debido a los malos resultados Pedro Sánchez anuncia el 29 de mayo la convocatoria de elecciones generales anticipadas para el 23 de julio de 2023.